# Rachel Joyce (scrittrice)
Rachel Joyce (Londra, 1962) è una scrittrice britannica; ha scritto opere per BBC Radio 4, e ha vinto congiuntamente il Tinniswood Award nel 2007 per il suo To Be a Pilgrim. Il suo romanzo di debutto, L'imprevedibile viaggio di Harold Fry, fu incluso nella classifica preliminare del Man Booker Prize del 2012, e nel dicembre 2012 ricevette il premio "Nuovo scrittore dell'anno" dal National Book Awards per questo libro.

## Biografia
Precedentemente ha avuto una carriera come attrice, e ha detto che tra le sue prime ambizioni letterarie all'età di 14 anni e la scrittura del suo primo romanzo è stata "giovane donna, madre, attrice, scrittrice di commedie radiofoniche, per non parlare di terribile cameriera in un'enoteca, venditrice porta-a-porta per una mattina, e assistente in un negozio di  souvenir".

## Vita privata
Sorella dell'attrice Emily Joyce, è sposata con l'attore Paul Venables.
Vive nel Gloucestershire con il marito e quattro figli.

## Opere
- The Unlikely Pilgrimage of Harold Fry (2012, Doubleday: ISBN 9780857520647) L'imprevedibile viaggio di Harold Fry
- Perfect (2013, Doubleday: ISBN 9780857520661) Il bizzarro incidente del tempo rubato
- The Love Song of Miss Queenie Hennessy (2014, Doubleday: ISBN 9780857522450)[7] La canzone d'amore di Queenie Hennessy
- A Snow Garden and Other Stories (2015, Doubleday: ISBN 978-0857523532) Profumo di limoni
- The Music Shop (2017, Doubleday: ISBN 978-0857521927)[8] Il negozio di musica
- Miss Benson's Beetle (11 June 2020, Penguin: ISBN 9780857521989)[9] Lo scarabeo della signorina Benson